# Husum Sogn
Husum Sogn er et sogn i Bispebjerg-Brønshøj Provsti (Københavns Stift). Sognet ligger i Københavns Kommune; indtil Kommunalreformen i 1970 lå det i Sokkelund Herred (Københavns Amt). I Husum Sogn ligger Husum Kirke.
I Husum Sogn findes flg. autoriserede stednavne:
- Husum (bebyggelse, ejerlav)